# Toshihiko Uchiyama (fodboldspiller, født 1989)
 For alternative betydninger, se Toshihiko Uchiyama. (Se også artikler, som begynder med Toshihiko Uchiyama)
Toshihiko Uchiyama (født 29. april 1989) er en tidligere japansk fodboldspiller.
Han har spillet for flere forskellige klubber i sin karriere, herunder Fukushima United FC.